# Películas de robos

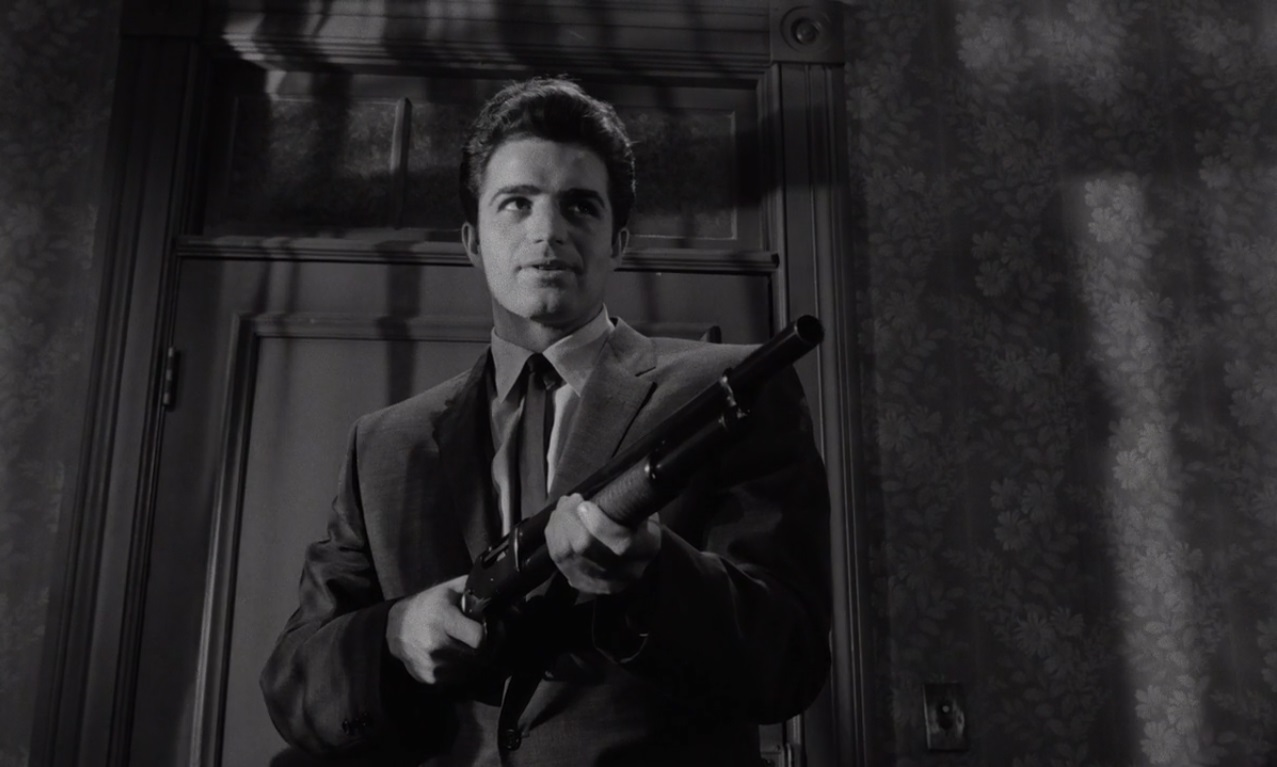
Vince Edwards en el trailer de The Killing

Las películas de robos son un subgénero de películas de crimen, consistente en películas que giran alrededor de la planificación, ejecución y las repercusiones de un gran robo.
Una de las primeras películas en definir el subgénero fue The Asphalt Jungle (1950), que según Film Genre 2000 "popularizó casi en solitario el género para el cine de masas." Esta película mostraba a ladrones cuyas fallas personales llevaban en últimas al fracaso de su robo. Otras películas similares que utilizaron esta fórmula fueron Armored Car Robbery (1950), The Killing (1956) y La huída (1972). En la década de 1990, las películas de robos "experimentan y juegan con estas convenciones" incorporando aspectos como la comedia en las historias de robos.

## Características del género
Si bien existe ocasionalmente cierta confusión respecto a qué cuenta como una película de robos, hay un conjunto de características que la mayoría de películas del género siguen.
La más básico de éstas es que las películas del género tienden a seguir la planificación, ejecución y las repercusiones de un gran robo. Si bien es posible que haya delitos menores que conducen al delito mayor, este delito mayor es la pieza central de la película y el evento que nutre gran parte de la trama de la película. Como resultado, las películas de robos tienden a centrarse en el proceso del robo, mostrando con frecuencia cómo los cirminales planean el robo en gran detalle. También es común que dediquen una gran parte de la duración de la película a la ejecución al atraco en sí, lo que le da al público espectador una perspectiva detallada de cómo los delincuentes completan el robo.
El subgénero también se caracteriza por seguir de manera casi exclusiva a las personas que cometen el crimen, en lugar de enfocarse en las personas que intentan detener a los delincuentes. Esto empuja al espectador a menudo a desarrollar una suerte de simpatía o respeto hacia los criminales. Otra característica común de las películas de robos es la conformación de un equipo para completar el robo. Cada miembro del equipo tiene a menudo una habilidad o conjunto de habilidades únicos que son necesarios para completar el robo.
Con el tiempo, los cineastas han tomado estas características y las han modificado para crear variaciones interesantes sobre el género. Por ejemplo, Reservoir Dogs (1992) se salta la planificación y la ejecución del atraco y se centra en cambio de manera exclusiva en las repercusiones. Otro ejemplo de esto es The Italian Job (1969) en la que se muestran la planificación y ejecución del robo pero no se muestran del todo sus repercusiones.
Si bien tales características destacan como las características definitorias del género, existe un par de tropos y tendencias que aparecen frecuentemente a lo largo del género. Una de estas tendencias es el fracaso del robo a raíz de a algún fallo de los criminales involucrados en el robo. Estos fallos van desde que uno de los criminales en el robo resulte herido durante éste hasta que uno de los criminales traicione a los demás durante o después del robo. Esta tendencia inició como resultado de que las primeras películas del género fueran filmadas en Hollywood durante la vigencia del Código de producción cinematográfica de los Estados Unidos. Según este código, en las películas no se debía permitir que los criminales se salieran con la suya, de manera que todos los robos en estas películas tempranas fallan, estableciéndolo como una tendencia en el subgénero. Incluso con los años transcurridos desde el código, en los que los cineastas han hecho películas en que los criminales se salen con la suya, el tropo de los robos fallidos existe aún en las películas modernas. Uno de los ejemplos más dinámicos es el de Reservoir Dogs (1992), que se centra únicamente en intentar descubrir quién de los miembros del grupo fue quien los traicionó tras un robo fallido. Otro tropo popular es el de que un criminal que busca dejar de su vida de crimen se une al equipo para hacer un último robo que le brindará dinero para el resto de su vida. Esto se puede ver en películas tempranas como The Asphalt Jungle (1950), así como en películas más recientes como Heat (1995).

## Historia
Si bien es posible encontrar elementos de las películas de robos en películas como Asalto y robo de un tren (1903), el género no empezó propiamente sino hasta finales de la década de 1940 y principios de la de 1950. Dos películas que algunos consideran ejemplos tempranos del género son Criss Cross (1949) y The Killers (1946). Aunque estas películas siguen la ejecución de la planificación y las repercusiones de un único robo desde la perspectiva de los delincuentes, en opinión de los críticos dedican demasiado tiempo a la planificación y las repercusiones del atraco y demasiado poco al atraco real, de manera que se les cita con frecuencia como películas clave para el desarrollo del género, pero no como el comienzo del género en sí.
La película sobre la que existe más amplio consenso como la primera del género es The Asphalt Jungle (1950) de John Huston, protagonizada por Sterling Hayden y Sam Jaffee (con Marilyn Monroe en un papel secundario). Esta cinta contiene muchos de los sellos distintivos del género, siendo el más obvio el de seguir la planificación, ejecución y repercusiones de un único robo desde la perspectiva del criminal. También dedica una gran parte de su duración al robo en sí mismo e incluye un grupo de delincuentes con diversas habilidades que son reunidos para completar el crimen. Todas estas películas son notables también por tener elementos tomados del género del cine negro, entre los que se incluyen su emocional cinematografía expresionista en blanco y negro, así como un tono en clave oscura y fatalista en el cine negro. Así pues, académicos como Daryl Lee se refieren a esta era de películas de robos como "robos noir." Anne Billson de la BBC cita a Los siete samuráis (1954) de Akira Kurosawa como una influencia en el tropo de "armar un equipo" que luego se hizo característica común de las películas de robos.
El período entre 1955 y 1975 es considerado por los académicos como el más productivo del género del robo. Este período inició con cineastas estadounidenses que continuaron la tendencia de robos noir en películas como 5 Against the House (1955) o The Killing (1956). En los años 50 también ocurriría el lanzamiento de las primeras películas de robos internacionales. Un país con una producción notable fue Francia, que produjo un puñado de películas de robos influenciadas y en respuesta a los robos del noir estadounidenses. Las dos películas más notables de esta tendencia son Rififí (1955), famosa por su detallada secuencia de 30 minutos del robo (en casi total silencio, sin diálogos ni música), y Bob, le Flambeur (1956) famosa por su divertido final que juega con las convenciones del género de robos. Los años 50 también marcaron el inicio de las películas de robos británicas, siendo las más notables Oro en barras (1951) y El quinteto de la muerte (1955), dos películas cuya importancia proviene de la introducción de la comedia en el género de los robos, poco común en el género en esa época, pero que se haría más común en películas de robos posteriores. Otra película de robos notable de este período es la italiana Los desconocidos de siempre (1958), una parodia del género de robos.
En la década de 1960, las historias de robos se hicieron más populares en el cine de masas, creándose películas de robos más lustrosas y de mayor presupuesto que se alejaron del fatalismo y la oscuridad presentes en los robos noir anteriores. Dos ejemplos de esto de comienzos de los 60 son la película británica Objetivo: Banco de Inglaterra (1960) y la película estadounidense Seven Thieves (1960). A pesar de tener tramas de robo convencionales alrededor de reunir a un grupo para cometer un robo, ambas películas equilibran la comedia y el drama. El cambio en popularidad, así como un creciente interés cultural en viajar, dieron paso a una ola de lustrosas películas de robos en exóticas locaciones internacionales, como Topkapi (1964) o Cómo robar un millón (1966). En Francia, Rififí dio paso a una serie de películas de crimen de bajo presupuesto que usaron frecuentemente la palabra Rififí como parte de sus títulos. Entre estas estuvieron películas como Rififí en Tokio (1963) y Du rififi à Paname (1966). A medida que avanzaba la década, los franceses también comenzaron a producir películas de robos más lustrosas que servían como vehículos estelares para grandes estrellas de la época, como Gran jugada en la Costa Azul (Mélodie en sous-sol, 1963) protagonizada por Alain Delon o Cien mil dólares al sol (Cent mille dollars au soleil, 1964) protagonizada por Jean-Paul Belmondo. Las películas francesas de robos más célebres de esta época fueron dirigidas por Jean-Pierre Melville, cuya Círculo rojo (1970) es considerada a menudo como una de las mejores películas de robos de todos los tiempos. Esta expansión del género en la década de los 60 también llevó a refritos de películas de robos más antiguas, siendo un ejemplo temprano la estadounidense El Cairo (1963), una nueva versión de The Asphalt Jungle. En 1968, se abolió en los Estados Unidos el código de producción de películas, lo que allanó el camino para una serie de películas de robos que no rehuyeron de mostrar violencia gráfica. Esto incluyó películas como Charley Varrick (1973) o La huída (1972). Otra película de robos importante de la década de 1970 es Tarde de perros de 1975 de Sidney Lumet, que es en opinión de algunos críticos la última película de robos importante de la era más productiva del género.
El período entre 1975 y comienzos de la década de 1990 es considerado un punto bajo en términos de productividad en el género de robos. Si bien se hicieron algunas películas en este género como Thief (1981) o una nueva versión de Los desconocidos de siempre llamada Crackers (1984), en opinión de los críticos estas películas no constituyen desarrollos significativos del género y, por lo tanto, no las consideran importantes. En los años 90 se experimentaría el regreso del género de robos con una serie de películas que generaron un nuevo interés en el género. Mientras que películas como Once a thief (1991) de John Woo o Out of Sight (1998) de Steven Soderbergh generarían cierto interés en el género, las tres películas que lo devolvieron la prominencia fueron Reservoir Dogs (1992), Heat (1995) y The Usual Suspects (1995), todas los cuales fueron éxitos lo suficientemente grandes como para reintroducir a una gran audiencia a los placeres del género de los robos.
Este renovado interés llevó a una gran producción de películas de robos por toda la década de 2000. Entre éstas hay desde películas británicas como Snatch (2000) o Sexy Beast (2000) hasta películas para niños como Fantastic Mr. Fox (2009), y películas populares de Hollywood como Inside Man (2006) y refritos de clásicos de robos como The Italian Job (2003). Algunas de las películas de robos más populares de esta época son el refrito de Ocean's 11 (2001) y sus secuelas Oceans 12 (2004) y Oceans 13 (2007). Estas películas fueron éxitos en su lanzamiento y siguen siendo populares en la actualidad.

## Lista de películas de robos notables
| Película                            | Año  | Ref.          |
| ----------------------------------- | ---- | ------------- |
| 11 Harrowhouse                      | 1974 | [ 12 ]        |
| 80 Million                          | 2011 | [ 13 ]        |
| Armored Car Robbery                 | 1950 | [ 14 ]        |
| Army of the Dead                    | 2021 | [ 15 ]        |
| The Asphalt Jungle                  | 1950 | [ 16 ]        |
| Baby Driver                         | 2017 | [ 17 ]        |
| Bande à part                        | 1964 | [ 16 ]        |
| The Bank Job                        | 2008 | [ 17 ]        |
| Los desconocidos de siempre         | 1958 | [ 18 ]        |
| Blue Collar                         | 1978 | [ 19 ]        |
| Bob le flambeur                     | 1956 | [ 19 ]        |
| Bonnie y Clyde                      | 1967 | [ 20 ]        |
| Bottle Rocket                       | 1996 | [ 17 ]        |
| Círculo rojo                        | 1970 | [ 16 ]        |
| Dead Presidents                     | 1995 | [ 21 ]        |
| Den of Thieves                      | 2018 | [ 22 ]        |
| Le deuxième souffle                 | 1966 | [ 19 ]        |
| Dog Day Afternoon                   | 1975 | [ 16 ]        |
| Entrapment                          | 1999 | [ 23 ]        |
| Fast Five                           | 2011 | [ 17 ]        |
| A Fish Called Wanda                 | 1988 | [ 17 ]        |
| Flawless                            | 2007 | [ 12 ]        |
| La huida                            | 1972 | [ 19 ]        |
| Going in Style                      | 2017 | [ 24 ]        |
| 60 Segundos                         | 2000 |               |
| Grand Slam                          | 1967 | [ 19 ]        |
| The Hatton Garden Job               | 2017 | [ 17 ]        |
| Heat                                | 1995 | [ 17 ]        |
| Heist                               | 2001 | [ 25 ]        |
| Hell or High Water                  | 2016 | [ 26 ]        |
| Hell's Angels '69                   | 1969 | [ 27 ]        |
| The Hot Rock                        | 1972 | [ 12 ]        |
| How to Steal a Million              | 1966 | [ 19 ]        |
| Hudson Hawk                         | 1991 | [ 28 ]        |
| Inception                           | 2010 | [ 16 ]        |
| Inside Man                          | 2006 | [ 17 ]        |
| The Italian Job                     | 1969 | [ 17 ]        |
| The Italian Job                     | 2003 | [ 17 ]        |
| Jackie Brown                        | 1997 | [ 20 ]        |
| The Killing                         | 1956 | [ 17 ]        |
| King of Thieves                     | 2018 | [ 29 ]        |
| Oro en barras                       | 1951 | [ 19 ]        |
| Lock, Stock and Two Smoking Barrels | 1998 | [ 17 ]        |
| Logan Lucky                         | 2017 | [ 17 ]        |
| Mankatha                            | 2011 | [ 30 ] [ 31 ] |
| The Misfits                         | 2021 | [ 32 ]        |
| Nueve reinas                        | 2000 | [ 33 ]        |
| Now You See Me                      | 2013 | [ 24 ]        |
| Now You See Me 2                    | 2016 |               |
| Ocean's 8                           | 2018 | [ 19 ]        |
| Ocean's 11                          | 1960 | [ 18 ]        |
| Ocean's Eleven                      | 2001 | [ 16 ]        |
| Ocean's Twelve                      | 2004 | [ 19 ]        |
| Ocean's Thirteen                    | 2007 | [ 34 ]        |
| Out of Sight                        | 1998 | [ 20 ]        |
| Point Break                         | 1991 | [ 17 ]        |
| Quick Change                        | 1990 | [ 20 ]        |
| Reservoir Dogs                      | 1992 | [ 16 ]        |
| Rififí                              | 1955 | [ 16 ]        |
| Ronin                               | 1998 | [ 20 ]        |
| The Score                           | 2001 | [ 35 ]        |
| Set It Off                          | 1996 | [ 17 ]        |
| Sexy Beast                          | 2000 | [ 16 ]        |
| Snatch                              | 2000 | [ 17 ]        |
| Sneakers                            | 1992 | [ 36 ]        |
| The Split                           | 1968 | [ 37 ]        |
| El golpe                            | 1973 | [ 17 ]        |
| Thief                               | 1981 | [ 16 ]        |
| The Thomas Crown Affair             | 1968 | [ 17 ]        |
| The Thomas Crown Affair             | 1999 | [ 17 ]        |
| Tres reyes                          | 1999 | [ 20 ]        |
| Topkapi                             | 1964 | [ 18 ]        |
| The Town                            | 2010 | [ 17 ]        |
| The Usual Suspects                  | 1995 | [ 17 ]        |
| Vinci                               | 2004 | [ 13 ]        |
| Widows                              | 2018 | [ 16 ]        |
| Wrath of Man                        | 2021 | [ 38 ]        |